# ジョン・チレンブウェ
ジョン・ンコロゴ・チレンブウェ（英: John Nkologo Chilembwe、ジョン・チレンブェ、ジョン・チレンベとも、1871年 - 1915年2月3日）は、植民地時代の1915年のマラウイ（ニヤサランド）で白人支配に反対し、武装蜂起を率いたマラウイ人。教師であり、バプテスト教会牧師でもあった。マラウイでは最初の独立活動家として英雄視されており、通貨マラウイ・クワチャの紙幣のデザインにもその肖像が用いられている。

## 略歴
1871年にヤオ族の父とニャンジャ族の母との間に生まれた。そのため彼はヤオ語とニャンジャ語の両方を自由に話せた。1897年にはジョセフ・ブース(Joseph Booth)と共にワシントンD.C.を訪れている。ジョセフ・ブースはチレンブウェの師で、彼のアフリカ人自立の思想がチレンブウェの活動の原点となったが、先鋭化するチレンブウェと袂を分かつ。チレンブウェはアメリカで様々な団体と接触して学んだ後、1900年にイギリスを経由してニヤサランド（現マラウイ）に帰国。1911年にチレンブウェの教会の建設を開始し、1913年に完成する。1914年に第一次世界大戦が勃発するとイギリス領のニヤサランドとドイツ領東アフリカが衝突。チレンブウェはニヤサランド・タイムズ紙に、アフリカ人がヨーロッパ人同士の戦争に巻き込まれることに疑問を呈する内容の投稿を行う。1915年1月16日には武装蜂起の計画を親しい友人と協議し、1月23日にアフリカに入植したすべての白人男性の殺害を唱え農場を襲撃。入植者ウィリアム・リヴィングストン(William Jervis Livingston)を殺害し、その首をチレンブウェの教会に持ち込み、翌日24日の日曜礼拝で提示した。一旦は反乱軍が優勢であったが、26日には敗北。チレンブウェは甥と共に逃亡を続けるも、2月3日にアフリカ人兵士に発見され、その場で射殺された。反乱の関係者は逮捕の後に絞首刑に処せられ、チレンブウェの教会は取り壊された。教会が取り壊される模様は、8枚組の写真絵ハガキセットとして販売された。

## 現在
彼の武装蜂起は部族を越えた運動であり、マラウイのアフリカ人によるヨーロッパ人への最初の大規模な反抗であったため、最初のマラウイ独立運動であったとして扱われている。そのためマラウイではチレンブウェが英雄視されており、通貨マラウイ・クワチャの紙幣にはチレンブウェの肖像が用いられ、1月15日には祝日「ジョン・チレンブウェの日」が制定されている。